# دوري كرة القدم الإنجليزي 1922–23
دوري كرة القدم الإنجليزي 1922–23 هو موسم من دوري كرة القدم الإنجليزي. أقيم خلال الفترة 26 أغسطس 1922 وحتى 5 مايو 1923، وفاز فيه نادي ليفربول.